# Fort Évegnée
Fort Évegnée is een van de twaalf forten rond Luik opgericht voor de verdediging van de Belgische stad Luik in de late negentiende eeuw op initiatief van Belgische generaal Henri Alexis Brialmont. Het fort ligt ten oosten van de stad Luik ten noordoosten van de plaats Évegnée in de gemeente Soumagne. Het eenvoudige fort is driehoekig van vorm.

## Bewapening
Het fort had oorspronkelijk voor de verre verdediging een Grusonwerk-pantserkoepel met een 21 cm Krupp-Houwitser, een Creusot-pantserkoepel met twee kanonnen van 15 cm en twee Chatillon-Commentry-pantserkoepels met een Krupp kanon van 12 cm. Voor de nabij verdediging waren er drie Grusonwerk-pantserkoepels met een 57 mm kanon. De droge gracht en ingang werden verdedigd door 6 snelvuurkanonnen van 57 mm. Een observatiekoepel met zoeklicht was ook aanwezig.
Tijdens het interbellum werd het fort gemoderniseerd en voorzien van nieuwe bewapening. De nieuwe artillerie was een 120mm Cockerill-FRC M1931 kanon in een koepel, twee koepels met elk een 105mm FG Schneider M1913 kanon, drie intrekbare koepels met elk een 75 mm FG TR kanon en vijfentwintig 13,2 mm FN-Browning zware machinegeweren.

## Kaart

De positie van het fort in de fortengordel.